# エラスト・パルマスト

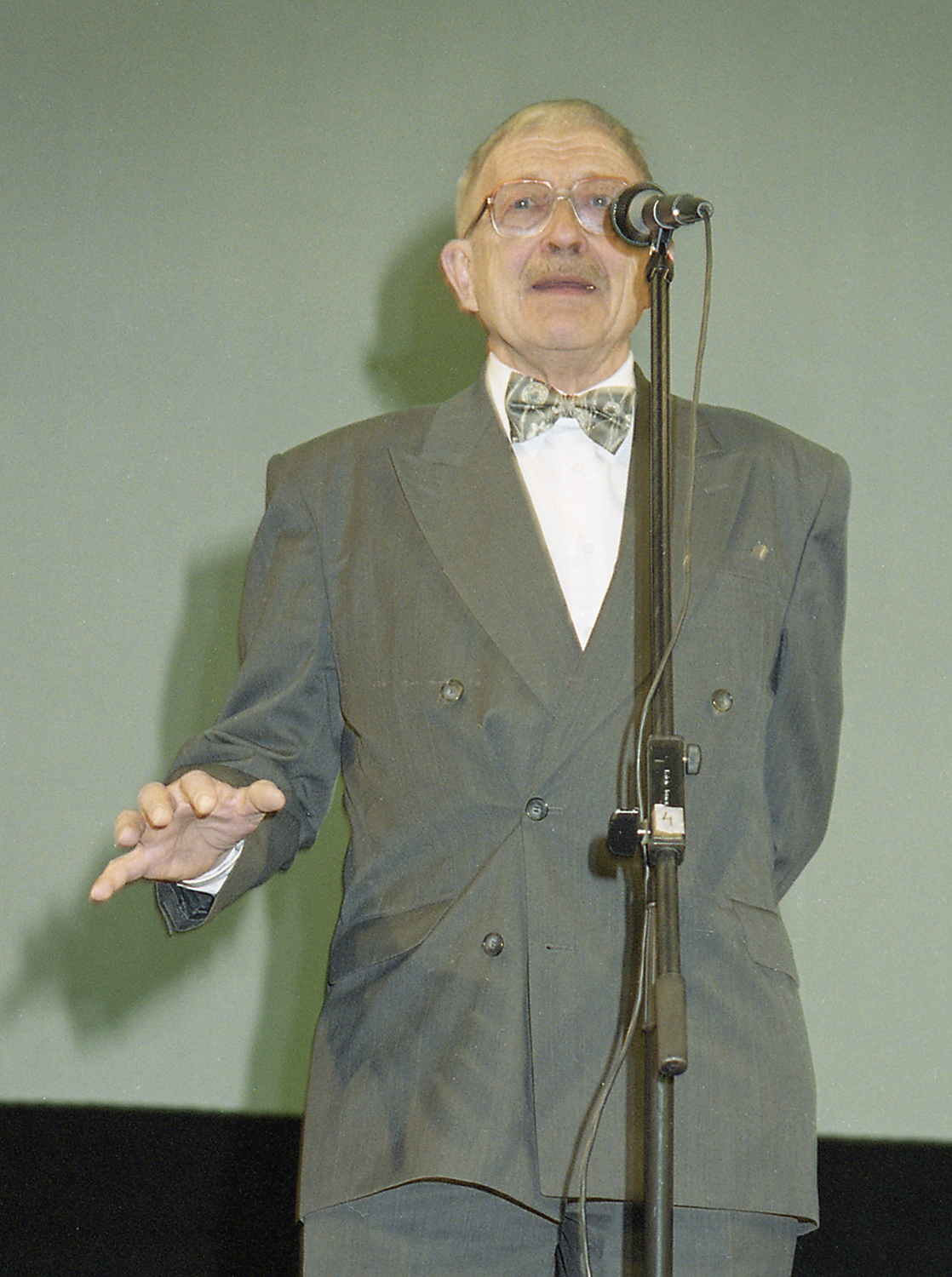
エラスト・パルマスト, 2001

エラスト・パルマスト（Erast Parmasto、1928年10月28日 – 2012年4月24日）は、エストニアの菌学者、生命科学者、植物学者である。エストニア動植物学研究所の所長を務めた。
ノーメ（Nõmme）で生まれた、1950年からエストニア動植物学研究所で働き、1985年から1990年の間、所長を務めた。自らの収集した3,7000の菌類の標本を含む160,000の菌類標本を元に研究した。研究者として150の論文、200の科学記事を執筆し、一般向け雑誌にも記事を書き、大衆にもキノコの専門家として "Seenevana"の愛称で親しまれた。エストニアの菌類のデータベースの確立と拡充で知られる。エストニア語で最初の生命科学の教科書の著者としても知られる。
1973年から1976年の間、エストニア自然科学者協会の会長を務め、1988年に名誉会員となった。1981年にエストニア科学アカデミーの化学、地質学、生物学部門の事務長に任じられた。1987年から1995年の間、タルトゥ大学の植物学、エコロジーの教授として働いた。エストニア生命科学大学の農業、環境研究所の上級研究員として働いた。
1976年にエストニア科学アカデミーからカール・エルンスト・フォン・ベーア賞を受賞し、2008年にエーリック・クマリ賞を受賞した。

## 著作
- Distribution maps of Estonian fungi (3. osa) Eesti seente levikuatlas. Pore Fungi. Estonian Academy Publishers, 2004
- Parmasto, E : Integrating molecular and morphological data in the systematics of fungi. - In: Randlane, T/Saag, A (eds.): Book of Abstracts of the 5th IAL Symposium. Lichens in Focus. Tartu University Press, 2004
- Parmasto, E. Hymenochaetoid fungi (Basidiomycota) of North America. Mycotaxon, 79, 107–176, 2001
- M.A.Bondartseva, E.Parmasto, M.V. Gorlenko. Определитель грибов России. Порядок Афиллофоровые. Вып. 2 СПб: Наука, 1998 (in Russian)
- Parmasto, E. Corticioid fungi: a cladistic study of a paraphyletic group. Canadian Journal of Botany, 73, 1995, (Suppl. 1)
- E.Parmasto, I.Parmasto, T.Möls. Variation of Basidiospores in the Hymenomycetes and Its Significance to Their Taxonomy. Bibliotheca Mycologica, Lubrecht & Cramer Ltd, 1987
- Järva, L., Parmasto, E. Eesti seente koondnimestik. Tartu, 1980 (in Estonian)
- Parmasto, E. The Lachnocladiaceae of the Soviet Union. With a key to boreal species. Tartu, 1970